# Dolmen de l'Agriotier
Le dolmen de l'Agriotier est un dolmen situé à Roquebrune-sur-Argens, dans le département du Var en France.

## Description
Le dolmen n'a été découvert qu'en 1978 par Mme A. Grégoire. Il est situé sur une ligne de crête, à 223 m d'altitude, dominant le golfe de Fréjus. Le tumulus mesure de 10 m à 15 m de diamètre.
La chambre sépulcrale, de forme rectangulaire, est délimitée par cinq orthostates reliés par des murets en pierres sèches. Elle mesure 1,70 m de côté. Elle est orientée au sud-ouest et ouvre sur un couloir marqué par une dalle de seuil. Une dalle retrouvée à proximité paraît trop petite pour faire office de table de couverture, il pourrait s'agir d'une dalle de fermeture de la chambre, mise en place en fin d'utilisation de la chambre pour en condamner l'accès. Le sol était dallé avec des pierres plates.
Le couloir mesure 1,50 m de long sur 0,60 m de large. Il est constitué de sept dalles très irrégulières.
L'édifice a fait l'objet d'une fouille de sauvetage en 1983 dirigée par Gérard Sauzade en collaboration avec Hélène Barge. Le niveau archéologique était très peu épais (10 cm au maximum) en proportion du remplissage de blocs qui le surmontaient, ce qui laisse supposer que le dolmen fut peu utilisé. L'acidité du sol n'a pas permis la conservation des ossements. Le mobilier funéraire retrouvé se compose de fragments d'armatures de flèches en silex, d'un brassard d'archer en schiste très fragmenté, de perles en pâte de verre et de deux fragments de cercle en silex.
L'ensemble est daté du Chalcolithique récent.